# ثارک (انگلستان)
ثارک (انگلیسی: Thurrock) (‎/ˈθʌrək/‎) یک بارو و دولت محلی در شهرستان اسکس، انگلستان است. این منطقه دارای ۱۷۴٬۳۴۱ نفر جمعیت و ۱۶۳٫۳۸ کیلومتر مربع مساحت است.